# Prešuštvo (roman)
Roman Darka Žlebnika Prešuštvo, ki je izšel pri Študentski založbi leta 1999, kot glavno temo izpostavi nezvestobo. 

## Zgodba
Zgodba je preprosta, pričakovani ljubezenski trikotnik sestavljajo arhitekt Peter Rant, njegova žena Helena in priložnostna ljubica Lina, ki je med zaporniško odsotnostjo svojega moža prvič skočila čez plot. Linina sodelavka Katja sprva hlini prijateljstvo, ko odkrije ljubimca pa ju zalezuje, fotografira in fotografije pošilja Heleni. Ženino izgubljeno zaupanje Petra prisili, da se odseli in hkrati prekine tudi zvezo z Lino. Ta gre za njim, a se na poti poškoduje in pristane v bolnišnici, medtem pa se Peter vdaja osamljenosti in alkoholu. Lina nazadnje odkrije Katjino spletkarjenje in ji to tudi pove, razjarjena Katja pa pokaže svoj pravi obraz in Lino do smrti zbije z avtomobilom. Nesreči je priča Breda, čistilka v Linini pisarni, ki iz avtomobila prepozna storilko in jo zbije. Ozadje vpletenih v nesreči preiskovalcu razkrije Linin dnevnik, vendar slednji ne ukrepa, temveč dnevnik raztrga. Konec romana je torej za glavno junakinjo tragičen, Petru je ponujena nova priložnost za življenje s svojo družino, Breda, ki je ubila Linino morilko, pa ostane na prostosti. 